# جنگجویان اوروچی
جنگجویان اوروچی (به انگلیسی: Warriors Orochi) که در ایران با نام جومونگ شناخته می‌شود یک بازی ویدئویی به سبک هک اند اسلش است که توسط اومگا فورس توسعه یافته و به‌وسیلهٔ کویی برای کنسول‌های پلی‌استیشن ۲ و ایکس‌باکس ۳۶۰ منتشر شده‌است. این یک متقاطع از دو سری بازی‌های ویدیویی کویی، خاندان قهرمانان و جنگجویان سامورایی (به‌ویژه خاندان قهرمانان ۵ و جنگجویان سامورایی ۲) و اولین عنوان از سری جنگجویان اوروچی است.
این بازی در ۲۱ مارس ۲۰۰۷ در ژاپن، ۱۸ سپتامبر در آمریکای شمالی، ۲۱ سپتامبر در اروپا، ۲۷ سپتامبر در استرالیا و ۲۸ سپتامبر در نیوزیلند منتشر شد. این بازی در تاریخ ۱۳ سپتامبر برای ایکس‌باکس ۳۶۰ در ژاپن منتشر شد و نسخه اروپایی آن در همان تاریخی با نسخه پلی‌استیشن ۲ در آمریکای شمالی منتشر شد. نسخه‌ای سازگار شده از این بازی برای کنسول بازی دستی پلی‌استیشن همراه در ژاپن در فوریه ۲۰۰۸، ۲۵ مارس در آمریکای شمالی و ۲۸ مارس در اروپا منتشر شد. نسخه مایکروسافت ویندوز در ۲۵ مارس ۲۰۰۸ در آمریکای شمالی منتشر شد.

## طرح
وقایع تخیلی بازی زمانی شروع می‌شود که شاه مار اوروچی شکافی در زمان و مکان ایجاد کرد. اوروچی با ایجاد یک دنیای جدید پیچیده و گرد هم آوردن جنگجویان از دوران سه پادشاهی چین و دوره کشورهای متخاصم ژاپن (با بیش از ۱۳۰۰ سال فاصله در تاریخ)، آرزو داشت قدرت جنگجویان این دو دوره را آزمایش کند.
داستان در چهار داستان فرعی جداگانه اما مرتبط روایت می‌شود. هر طرح فرعی بازیکن را با سه شخصیت شروع می‌کند. با پیشروی بازیکن در داستان یا ارضای شرایط خاصی در مراحل خاص، شخصیت‌های بیشتری باز می‌شوند. هر داستان فرعی به نام یکی از سه پادشاهی و یکی از دیدگاه شخصیت‌های جنگجویان سامورایی نامگذاری شده‌است. شخصیت‌هایی از جناح‌های مختلف در هر داستان فرعی با هم متحد می‌شوند تا با اوروچی مقابله کنند. به دلیل خط داستانی، بیشتر شخصیت‌ها در بازی‌های اصلی از جناح‌های خود جدا شده‌اند و مجبور به سناریوهای دیگر شده‌اند. با این حال، صفحه انتخاب شخصیت هنوز هم همه شخصیت‌ها را در موقعیت‌های اصلی خود قرار می‌دهد.

#### داستان شو
در داستان شو هان، نیروهای شو پس از نبرد خود با اوروچی، در هم شکسته بودند. بسیاری از افسران شو توسط اوروچی دستگیر شدند، مفقود شدند یا به نیروهای دیگر پیوستند. ژائو یون توسط نیروهای اوروچی دستگیر شد و در قلعه اوئدا اسیر شد. او بعداً توسط زو چی، یوشیهیرو شیمازو و زینگ کای نجات یافت. زو چی خبرهای شگفت‌انگیزی را برای ژائو یون فاش کرد، که باعث شد او با کمک متحدان غیرمنتظره تلاشی را آغاز کند.

#### داستان وی
در داستان پادشاهی وی، کائو کائو در نبرد خود علیه نیروهای اوروچی ناپدید شده بود. پسرش، کائو پی، رهبری قبیله وی را بر عهده گرفت و تحت پیشنهادی که استراتژیستش دا جی فرستاده بود، با اوروچی متحد شد. چند افسر وی بودند که حاضر به تسلیم نشدند یا در نهایت به سایر نیروهای مخالف اوروچی پیوستند. تحت اتحاد جدید، اوروچی به کائو پی دستور می‌دهد تا همه کسانی را که با او مخالف هستند سرکوب کند. اگرچه کائو پی مطیعانه از دستورهای اوروچی اطاعت می‌کند، اما انگیزه پنهانی دارد که در طول داستان برنامه‌ریزی می‌کند.

#### داستان وو
در داستان پادشاهی وو، اوروچی از سون جیان اسیر و دیگر افسران وو برای باج‌گیری خانواده سان برای بردگی استفاده می‌کند. اوروچی خواستار تحویل رهبران و افسران شورشی در ازای آزادی اسیران شد. سان سی اولین کسی است که تحت هدایت ساکون شیما علیه اوروچی شورش کرد و با مخالفت خواهران و برادرانش، کوان و شانگ شیانگ، روبرو شد.

#### داستان سامورایی
در این داستان، نوبوناگا اودا، شینگن تاکدا و کنشین اوسوگی هر کدام یک نیروی مقاومت در برابر ارتش اوروچی حفظ کردند. حتی در این سخت‌ترین شرایط، سه دایمیو از همکاری با اوروچی خودداری می‌کنند. هر یک از آنها بر جذب نیروهای مقاومت کوچکتر متمرکز شده بودند که در سرتاسر سرزمین پخش شده بودند و به نیروهای خودی می‌رسیدند.

#### ارتش اوروچی
ارتش Orochi متشکل از سربازان رنگ پریده‌است که رفتاری مشابه با نیروهای عادی نیروهای قهرمان داستان دارند. چندین شخصیت اصلی از جنگجویان سلسله و جنگجویان سامورایی یا خود را در یک راستا قرار دادند یا توسط اوروچی واژگون شدند و به نام او مبارزه کردند. مقر اصلی اوروچی در قلعه کوشی است، جایی که رویارویی نهایی برای هر چهار داستان بازی رخ می‌دهد.
در نسخه اصلی ژاپنی، افسران اوروچی از نام هیولاهای افسانه ای مختلف (یوکای) در فولکلور چینی و ژاپنی نامگذاری شده‌اند، در حالی که نسخه انگلیسی آنها را از گونه‌های مختلف مارها (با استفاده از نام‌های رایج آنها) به عنوان جناس برای اوروچی نامگذاری کرده‌است. شاه مار. افسران Orochi همگی یک مدل شخصیت دارند و شخصیت‌های دشمن غیرقابل بازی هستند.

## شخصیت‌ها
در مجموع ۷۹ شخصیت شامل فهرست جنگجویان اوروچی می‌شود: ۴۸ شخصیت از سلسله جنگجویان، ۲۹ شخصیت از جنگجویان سامورایی (شامل یوشیموتو ایماگاوا، کونویچی و گومون ایشیکاوا از اولین جنگجویان سامورایی که در دنباله آن حذف شدند) و دو شخصیت جدید: عنوان شخصیت و شرور اصلی، اوروچی شاه مار و جانور اسطوره‌ای یاماتو. و دا جی صیغه شرور پادشاه ژو شانگ از فنگشن یانی. اوروچی یک داس بسیار بزرگ به نام «عذاب ابدی» به دست دارد، در حالی که داجی با دو گوی شناور به نام «گوی‌های خرابه» مبارزه می‌کند.
افسران عمومی و غیرقابل بازی زیادی وجود دارند که بخشی از بازی نیز هستند که همگی از بازی‌های جنگجویان سامورایی و سلسله جنگجویان گرفته شده‌اند. افسران انحصاری غیرقابل بازی نیز در نیروهای اوروچی هستند.
* نشانگر شخصیت جدید در مجموعه است.
حروف درشت نمایانگر شخصیت های پیش‌فرض است.
| دودمان شو  | سائو وی    | ووی شرقی      | دیگر       | جنگجویان سامورایی | جنگجویان سامورایی ۲ |
| ---------- | ---------- | ------------- | ---------- | ----------------- | ------------------- |
| گوان پینگ  | سائو سائو  | دا کیائو      | دا جی*     | ایشیکاوا گوئمون   | تاچیبانا گینچیو     |
| گوان یو    | سائو پی    | گان نینگ      | دیائو چان  | هاتوری هانزو      | تویوتومی هیده‌یوشی   |
| هوانگ زانگ | سائو رن    | هوانگ گای     | دونگ ژئو   | اوئه‌سوگی کنشین    | توکوگاوا ایه‌یاسو    |
| جیانگ وی   | دیان وی    | لینگ تانگ     | لو بو      | مائدا کیجی        | ایناهیمه            |
| لیو بی     | پانگ دِ     | لو منگ        | منگ هو     | کونوایچی          | نااوئه کانه‌تسوگو    |
| ما چائو    | سیما یی    | لو ژون        | اوروچی*    | سایکا ماگوایچی    | فوما کوتارو         |
| پنگ تانگ   | شیاهو دون  | سون تسه       | یوآن شائو  | اکچی میتسوهیده    | داته ماسامونه       |
| وی یان     | شیاهو یوان | سون جیان      | جانگ جیائو | اودا نوبوناگا     | ایشیدا میتسوناری    |
| شینگ سای   | شو هوانگ   | سون کوان      | جو رانگ    | نوهیمه            | میاموتو موساشی      |
| یوئه یینگ  | شو جو      | سون شانگ‌شیانگ | زئو تسی    | اوایچی            | آزای ناگاماسا       |
| جانگ فی    | جانگ هه    | تایشی تسی     |            | ایزومو نو اوکونی  | نِنِه                 |
| جائو یون   | جانگ لیائو | شیائو کیائو   |            | موری رانمارو      | شیما ساکون          |
| ژوگه لیانگ | شن جی      | ژو تای        |            | تاکدا شینگن       | هوندا تاداکاتسو     |
|            |            | ژو یو         |            | سانادا یوکیمورا   | شیمازو یوشی‌هیرو     |
|            |            |               |            |                   | ایماگاوا یوشیموتو   |

## گیم پلی
موارد زیر برخی از مکانیک‌های بازی جدید هستند که به‌طور انحصاری به جنگجویان اوروچی اضافه شده‌اند:
- بازیکنان می‌توانند هر سه شخصیت از سلسله و جنگجویان سامورایی را به نبرد ببرند و یک مهمانی تشکیل دهند. بازیکنان می‌توانند در هر زمان در طول نبرد بین شخصیت‌های حزب خود جابجا شوند. آنهایی که غیرفعال هستند نامرئی هستند و در طی آن سلامت و انرژی موسو آنها بازسازی می‌شود. اگر یک شخصیت شکست بخورد، بازی با شکست تمام می‌شود، حتی اگر دو شخصیت دیگر بازیکن هنوز دست نخورده باشند.
- همه شخصیت‌ها در یکی از کلاس‌های کاراکتر زیر گروه‌بندی می‌شوند: قدرت، تکنیک و سرعت. نوع اول به شدت و نسبتاً (اما نه کاملاً) آهسته ضربه می‌زند. نوع دوم حرکات جنگی "فانتزی" را با قدرت و سرعت متوسط نشان می‌دهد و قادر به انجام "ضد حمله" است. نوع سوم معمولاً سریعتر از دو نوع قبلی حمله می‌کند و حرکت می‌کند و تنها نوعی است که می‌تواند دوبار پرش کند (به زیر مراجعه کنید).
- همه شخصیت‌ها حرکت جدیدی به نام Enhanced Strike دارند. این حرکت انرژی Musou را با تمام شخصیت‌های Power و گاهی اوقات با شخصیت‌های کلاس‌های دیگر مصرف می‌کند و بر اساس شخصیت و کلاس آنها متفاوت است.
- همه شخصیت‌ها دارای آیتم‌های شخصی خاصی هستند که می‌توان با تکمیل اهداف خاص شخصیت به دست آورد. این همچنین ویژگی‌های ویژه را باز می‌کند. اینها جایگزین سلاح‌های نهایی بازی‌های قبلی می‌شوند که نیازهای مشابهی داشتند، اما تنها یکی دیگر از سلاح‌های قدرتمندتر در بازی هستند.
- بهبود سلاح‌ها با سیستم جدید Weapon Fusion انجام می‌شود. بازیکنان می‌توانند ویژگی‌های چند سلاح یک شخصیت را در یک سلاح قدرتمندتر ترکیب کنند.

بازی اصلی ترکیبی از عناصر Dynasty Warriors 5 و جنگجویان اوروچی ۲ است. بسیاری از این عناصر برای جنگجویان اوروچی اصلاح شده‌اند:
- صفحه انتخاب شخصیت: شخصیت‌های Dynasty Warriors بر اساس پادشاهی مربوطه خود تقسیم می‌شوند. شخصیت‌های Samurai Warriors بر اساس اینکه کدام بازی اولین حضور خود را داشتند تقسیم می‌شوند.
- تلفظ صحیح اسامی: برخلاف بازی‌های Dynasty Warriors، نسخه انگلیسی زبان جنگجویان اوروچی از تلفظ صحیح برخی از افسران سه پادشاهی استفاده می‌کند. بهترین مثال کائو کائو است که در Dynasty Warriors به عنوان "گاو گاو" تلفظ می‌شود. کائو کائو اکنون به دنبال تلفظ سنتی چینی "ts'au ts'au" است. این روش تلفظ جدید برای Cao Pi, Cao Ren و Xing Cai نیز کاربرد دارد.
- گالری هنری: هنر CG و تریلرهای بازی‌های گذشته Warriors را به نمایش می‌گذارد. تریلرها از نسخه‌های پلی استیشن ۲، ایکس باکس ۳۶۰، PSP و رایانه شخصی ایالات متحده حذف شده‌اند.
- دشواری آشوب: این بالاترین سطح دشواری در ابتدا در جنگجویان اوروچی موجود است. Dynasty Warriors 5 و Samurai Warriors 2 در مقایسه، مشکل Chaos را تنها پس از تکمیل الزامات ویژه ارائه کردند.
- موسیقی متن بازی: از موسیقی اصلی هر دو موسیقی متن فیلم راک Dynasty Warriors و موسیقی متن تکنو از Samurai Warriors تشکیل شده‌است. چند آهنگ جدید به‌طور انحصاری برای جنگجویان اوروچی ساخته شد. آهنگ تم لو بو با ترکیبی از سبک‌های موسیقی راک و تکنو بازآرایی داده شده‌است.
- چند نفره: بازیکن ۲ از همان تیم بازیکن ۱ استفاده می‌کند، البته با یک پالت تعویض شده.
- مراحل بازی: مراحل هر دو بازی را بازیافت می‌کند، که برخی از آنها با نفوذ ماوراء طبیعی Orochi اصلاح شده‌اند. چنین مراحلی باعث سوختن زمین و ساختمان‌های ژاپنی قرن شانزدهمی بر روی برخی از صحنه‌های سلسله جنگجویان شده‌است. قلعه کوشی، مرحله ای که به‌طور انحصاری برای این بازی ساخته شده‌است، محل نبرد نهایی در برابر اوروچی برای تمام داستان‌ها است.
- تجهیزات: توانایی‌هایی که شخصیت‌ها در طول بازی به دست می‌آورند مجهز هستند، همان‌طور که در Samurai Warriors 2 دیده می‌شود. با استفاده از عنصری از اولین بازی Samurai Warriors، محدودیتی بر تعداد توانایی‌های مجهز در یک زمان اعمال می‌شود.
- کنترل دوربین: به بازیکنان کنترل کاملی بر روی دوربین بازی داده می‌شود، مشابه Samurai Warriors 2.
- حملات ویژه: پس از سامورایی جنگجویان ۲ تا حدی، شخصیت‌ها حملات پیشرفته خود را انجام می‌دهند که بر اساس شخصیت‌ها و کلاس‌هایشان متفاوت است.
- بن‌بست سلاح: هیچ نشانی از اینکه کدام شخصیت در طول یک بن‌بست دارای مزیت است، پس از Dynasty Warriors 5 وجود ندارد. در Samurai Warriors 2، یک نوار به سبک طناب کشی در طول یک بن‌بست نمایش داده می‌شود که نشان می‌دهد کدام شخصیت مزیت را دارد.
- دو پرش: مفهوم Samurai Warriors 2 را بسط می‌دهد. همه شخصیت‌های کلاس سرعت در جنگجویان اوروچی می‌توانند یک تراست هوایی انجام دهند که آنها را در هوا نگه می‌دارد اما آنها را به جلو می‌راند (یا در یک جهت معین طبق کنترل بازیکن). این می‌تواند به عنوان مثال برای جلوگیری از حملات خاص یا برای تغییر موقعیت در پرواز استفاده شود.
- حملات اضافی: این توانایی کاراکترها برای اجرای ضربات فراتر از شش استاندارد است. شخصیت‌های جنگجویان اوروچی با پیروی از جنگجویان سامورایی این توانایی را با تجربه به دست می‌آورند. شخصیت‌های Dynasty Warriors پس از اینکه به مهارت بالایی رسیدند، پس از ترکیب معمولی خود، سه حمله اضافی را نیز به دست می‌آورند. حملات همان حملات "Evolution" از بازی‌های Dynasty Warriors PSP است.
- سلاح‌های چهارم: این‌ها قوی‌ترین سلاح‌هایی هستند که یک شخصیت می‌تواند داشته باشد. آنها در حالت سخت در یک مرحله با رتبه ۳ ستاره یا بالاتر، یا هر مرحله در حالت آشوب به دست می‌آیند. سلاح چهارم حاوی عناصر تصادفی است. لو بو و تاداکاتسو هوندا قوی‌ترین سلاح‌ها را در اختیار دارند، هر دو با مقادیر قدرت تا ۱۰۰.
- Calling Hors: توانایی منحصر به فرد Yukimura Sanada و Keiji Maeda در Samurai Warriors 2، هر شخصیتی می‌تواند این توانایی را در Warriors Orochi انجام دهد. با این حال، اگر شخصیت (های) بازیکن بازی را با اسب شروع نکرده باشد، تنها می‌تواند یک اسب سطح پایین را صدا کند.
- مانت‌های ویژه: فقط خرگوش قرمز از Dynasty Warriors 5 و Matsukaze از Samurai Warriors 2 زمانی که بازیکنی توانایی Cavalier سطح ۱۰ را در بازی کسب می‌کند، حضور دارند. آنها همچنین می‌توانند در اواسط بازی با شکست دادن لو بو سوار شده یا Maeda Keiji پیدا شوند.
- حالات چهره: همه شخصیت‌ها، از جمله شخصیت‌های Dynasty Warriors، به دنبال Samurai Warriors 2، هنگام صحبت کردن، حالات چهره متفاوتی را در آواتار درون بازی خود نشان می‌دهند.
- کاپیتان‌های پایگاه: پس از جنگجویان سامورایی ۲، کاپیتان‌های پایگاه سپرهایی را حمل می‌کنند که به آن‌ها اجازه می‌دهد قبل از آسیب دیدن چندین ضربه را تحمل کنند.
- اهداف: به دنبال Dynasty Warriors 5، برخی از مراحل دارای اهداف خاصی هستند که در صورت انجام موفقیت‌آمیز، به بازیکن در پیروزی در مرحله کمک زیادی می‌کند. اجرا نشدن یکی از ویژگی‌های Samurai Warriors 2 است که در صورت موفقیت‌آمیز شدن اهداف به بازیکن طلای اضافی می‌دهد.

عناصر زیر در جنگجویان اوروچی گنجانده نشدند:
- Musou Rage از Dynasty Warriors 5.
- Musou از حمله Dynasty Warriors 5 دوباره پر کنید.
- استفاده از تیر و کمان از Dynasty Warriors 5 (به جز شخصیتی که قبلاً کمان را به عنوان سلاح داشت).
- بادیگاردهای Dynasty Warriors 5.
- دوج رول از Samurai Warriors 2.
- مواضع ویژه از جنگجویان سامورایی ۲. آنها در Warriors Orochi به عنوان حملات پیشرفته گنجانده شده‌اند.
- سنج‌های چند لایه Musou از Samurai Warriors 2.
- ضد حمله (در نسخه پلی استیشن ۲ با نگه داشتن دکمه محافظ و فشار دادن دکمه شارژ) از Dynasty Warriors 5 انجام می‌شود. فقط شخصیت‌های نوع تکنیک می‌توانند با فشار دادن دکمه R1 (نسخه پلی استیشن ۲) در هنگام حمله ضدحمله کنند.
- سیستم Create-A-Warrior از Dynasty Warriors 5: XL/Empires و Samurai Warriors 2: Empires
- توانایی دو پرش نینجاها از Samurai Warriors 2، اگرچه شخصیت‌هایی با توانایی‌های سرعت می‌توانند پس از اولین پرش عادی به جلو بپرند.

## نقدها و نمرات
رزمندگان اوروچی با استقبال متوسط تا بسیار مختلط مواجه شد. GameRankings و Metacritic به آن امتیاز ۶۵٪ و ۶۲ از ۱۰۰ را برای نسخه PSP داده‌اند؛ ۵۷٪ و ۵۳ از ۱۰۰ برای نسخه Xbox 360؛ ۵۴٪ و ۵۵ امتیاز. از ۱۰۰ برای نسخه پلی استیشن ۲؛ و ۵۲٪ و ۵۱ از ۱۰۰ برای نسخه رایانه شخصی. تا ۲۱ می ۲۰۰۸، این بازی بیش از ۱٫۵ میلیون واحد در سراسر جهان فروخت.